# Ludwig Fischer
Ludwig Fischer (Straubing, 17 december 1915 – Bad Reichenhall, 8 maart 1991) was een Formule 1-coureur uit Duitsland. Hij reed in 1952 1 Grand Prix; de Grand Prix van Duitsland van 1952 voor het team AFM.